# Вильчек, Камиль
Камиль Вильчек (пол. Kamil Wilczek; род. 14 января 1988, Водзислав-Слёнски, Катовицкое воеводство) — польский футболист, нападающий. Выступал за сборную Польши.

## Клубная карьера
Начало профессиональной карьеры провёл в Испании. В сентябре 2007 года вернулся в Польшу, подписав контракт с «Ястшембе-Здруй», где играл до декабря 2008 года. В зимнее трансферное окно перешёл в «Пяст», где в феврале дебютировал в Экстраклассе. В июне 2010 года перешёл в «Заглембе». Через 3 года вернулся в «Пяст» и в 2015 году с 20 забитыми голами стал лучшим бомбардиром чемпионата Польши. Летом 2015 года подписал 3-летний контракт с итальянским клубом «Карпи», но в январе 2016 подписал контракт на 3,5 года с датским клубом «Брондбю».

## Международная карьера
Выступал за юношескую и молодёжную сборные Польши. В октябре 2015 года получал вызовы в национальную сборную на матчи отборочного раунда Чемпионата Европы 2016 против Шотландии и Ирландии, но в матчах не участвовал.

## Достижения

### Клубные
- Обладатель Кубка Дании: 2017/18

### Индивидуальные
- Лучший бомбардир чемпионата Польши: 2014/15 (20 голов)[11]